# Фернандеш, Гарсия
Гарсия Фернандеш (порт. Garcia Fernandes; Португалия — около 1565, Португалия) — португальский художник эпохи Возрождения.

## Биография

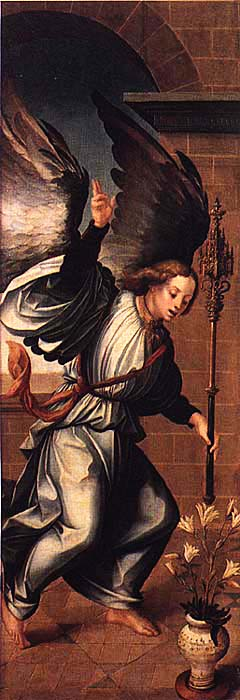
Ангел Благовещения. Гарсия Фернандеш (ок. 1531)

Фернандеш изучал искусство рисования в Лиссабоне, в художественной мастерской Жорже Афонсу, придворного живописца португальского короля Мануэла I. В 1530 году он выполняет работы в Коимбре, для монастырей Санта-Крус и женского, Санта-Клара. В 1533—1534 годах Фернандеш, вместе с художниками Кристобалем де Фигейреду и Грегорио Лопешом, пишет картины (в том числе и алтарные) для монастыря Феррейрим близ Ламегу. Позднее Г.Фернандеш расписывает панели для церкви Св. Франсишку в Эворе.
Вернувшись в Лиссабон, художник расписывает алтарь в церкви женского монастыря Троицы и в 1537 году панели для часовни Св. Бартоломеу при лиссабонском Кафедральном соборе. Фернандеш также является автором алтарной живописи в Кафедральном соборе Гоа, тогда Португальской Индии. В 1518 году художник женился, он был отцом девяти детей.
Произведения живописи, созданные Фернандешем, можно увидеть в различных церквях и монастырях по всей территории Португалии, а также в ряде музеев (например, в лиссабонском Национальном музее древнего искусства, Национальном музее Мачаду де Каштру, в Коимбре, и др.).